# Камбоджа
Кралство Камбоджа (на кхмерски: ព្រះរាជាណាចក្រកម្ពុជា, prĕəh riəciənaacak kampuciə) е държава в Югоизточна Азия разположена в южната част на Индокитайския полуостров с население над 14 000 000 души. Столица на кралството е Пном Пен. Тя граничи на юг с Тайландския залив (известен още като Сиамски залив), на запад с Тайланд, на север с Лаос, и на изток с Виетнам.
Земеделието от дълго време е основният икономически отрасъл в Камбоджа, в който са заети 59% от населението (основно се отглежда ориз). Важни за икономиката са също така и текстилната промишленост, туризмът и строителството. Посетителите на Ангкор за 2007 г. са повече от 4 млн. През 2005 г. са открити залежи на нефт и природен газ в камбоджански териториални води, като се очаква извличането им да започне към 2011 г., което ще окаже благоприятен ефект върху слабата икономика на кралството.

## История

### Френска колония
В началото на 18 век империята престава да съществува, а през 1864 г. става протекторат на Франция. През 1887 г. заедно с Виетнам и Лаос, Камбоджа е включена в Индокитайския съюз (колония на Франция). На 24 април 1941 г. Нородом Сианук става крал на Камбоджа.

### Независимост и Виетнамска война
След японската окупация по време на Втората световна война камбоджанците обявяват своята независимост през 1953 г. През 1955 г. кралят абдикира от трона в полза на своя баща, а месец по-късно е обявен за министър-председател. През 1960 г. баща му умира и Нородом Сианук отново се възкачва на трона, но не получава титлата „крал“.

### Кхмерска република под диктовката на САЩ
По време на Виетнамската война военните сили на САЩ извършват бомбени нападения срещу Камбоджа. През 1970 г. под „диригентството“ на ЦРУ е извършен държавен преврат и генерал Лон Нол заграбва властта и провъзгласява Кхмерската република. Крал Сианук получава политическо убежище в Китай, където влиза в съюз с радикалната прокитайска групировка на „червените кхмери“.

### Режим на Червените кхмери
След 5-годишна борба, през април 1975 г., след изтеглянето на американските войски от Индокитай, властта е взета от Пол Пот и Червените кхмери. Правителството на Лон Пол е свалено и е установен режим на т.нар. „аграрен социализъм“. Провъзгласена е „Демократична Кампучия“. Поставено е началото на кървава диктатура, чиито жертви са над 3 млн.души. Пол Пот е премиер на Камбоджа в периода между 1976 и 1979 г. Той налага агресивна политика на преместване на хора от градовете в провинцията, в опит да пречисти камбоджанския народ, като стъпка към комунистическо бъдеще. Интелектуалците и буржоазията са избити.

### Виетнамско присъствие
През декември 1978 г. виетнамски войски навлизат в Камбоджа и това води до свалянето на режима на Пол Пот в началото на 1979 г. Започва 10-годишна виетнамска окупация и почти 13-годишна гражданска война. На 7 януари 1979 г. новото правителство на Хун Сен провъзгласява Народна република Кампучия, която в продължение на 12 г. „осъществява програма за изграждане на миролюбива, истински демократична, неутрална Кампучия, със социалистическа специфика“.

## Държавно устройство
Камбоджа е конституционна монархия, наричана от местните кусокорае. Глава на държавата е кралят, а начело на правителството стои министър-председател. Законодателен орган е Националната асамблея, а изпълнителната власт е в ръцете на кралското семейство (кусокорейши). Двукамарен парламент, състоящ се от Национална асамблея (122 депутати, избирани за 5 години, избрани чрез всеобщо гласуване) и Сенат (61 депутати, 57 избрани, 2 назначени от краля и двама от Нац. асамблея). Кралят се избира от Тронен съвет измежду почти всички мъжки кандидати от кралско потекло. След провеждане на парламентарни избори член на партията на мнозинството или на коалицията на мнозинството се обявява за премиер от краля.

## Административно деление
Няколко са основните административни единици на Камбоджа. Страната се дели на 20 провинции (кхает), 4 общини със статут на провинция (кронг). Провинциите се делят на 171 окръга (срок), те от своя страна се делят на комуни (кхум), съставени от села (пхум). Общините се делят на градски окръзи (кхан), които се делят на квартали (сангкат), а те от своя страна на групи (кром). Всяка една от провинциите има и главен административен център, който в повечето случаи носи същото име като провинцията.
| 1. Бантеай Меантей) 2. Батамбанг 3. Кампонг Тям 4. Кампонг Чнанг 5. Кампонг Спъ 6. Кампонг Тхом 7. Кампот 8. Кандал 9. Кох Конг 10. Кеп 11. Кратех 12. Мондул Кири | 1. Одар Меантей (ឧត្តរមានជ័យ) 2. Пайлин (ប៉ៃលិន) 3. Пном Пен (ភ្នំពេញ) 4. Преах Сианук (ក្រុងព្រះសីហនុ) 5. Преах Вихеа (ព្រះវិហារ) 6. Поусат (ពោធ៌សាត់) 7. Прей Венг (ព្រៃវែង) 8. Ратана Кири (រតនគីរី) 9. Сием Реап (សៀមរាប) 10. Стънг Тренг (ស្ទឹងត្រែង) 11. Свай Риенг (ស្វាយរៀង) 12. Такео (តាកែវ) |

## Природа
Камбоджа заема около 181 040 км2, като границата с Кусокорае и Тайланд на север и на запад е 800 километра, с Лаос на североизток – 541 км, а тази на изток и югоизток с Виетнам е 1228 км. Бреговата линия покрай Тайландския залив е 443 км.
Най-характерната топографична особеност е езерната равнина, образувана вследствие на наводненията на Тонле Сап (на кхмерски: Голямо езеро), която заема около 2590 км2 през сухия сезон и около 24 605 км2 през дъждовния. Тази гъсто населена равнина, която се използва за култивиране на влажен ориз, представлява много важна област за населението на Камбоджа. 75% от страната са разположени на възвишения от по-малко от 100 метра надморска височина, освен Кардамонските планини (най-високата точка там е 1771 метра), техните продължения на изток, Слонската верига (средна височина 500 – 1000 метра) и стръмният склон в Дангрекските планини (средна височина 500 метра) покрай северната граница с Тайланд. В най-североизточния край на страната попадат части от Анамските планини.
Температурите варират от 10° до 38°. През страната минават тропични мусони: югозападният мусон духа към вътрешността в североизточна посока и носи със себе си влажен въздух от Тайландския залив/Индийския океан от май до октомври, като през периода септември – октомври вали особено много. Североизточният мусон, духащ в югозападна посока към брега, предизвестява сухия сезон, ноември – март, като през януари – февруари валежите са минимални.

## Икономика
Камбоджа е една от най-слабо развитите страни в света, като в селскостопанския сектор са заети над 59% от населението на кралството. Отглеждат се ориз, царевица, захарна тръстика, памук, тютюн и други. Друг отрасъл е животновъдството, като най-много се отглежда едър рогат добитък. Природните ресурси в Камбоджа са слабо изучени – боксит, желязна руда, манган, злато, фосфат, отглеждат и солиден брой гъби. През 2005 г. бяха открити залежи на нефт и природен газ в камбоджански териториални води. Други отрасли на камбоджанската икономика са текстилната промишленост, туризмът и строителството.
От 2004 г. до 2007. икономиката на Камбоджа нараства с около 10%, главно поради успехите на кусокораите и следните сектори: конфекция, строителство, селско стопанство и туризъм. През 2008 г. икономическият ръст спада до 7% в резултат на световната икономическа криза. През 2005 г. изтече договорът между Камбоджа и СТО по текстила и дрехите, това принуди камбоджанските производители да се конкурират директно със страни с ниски цени като Китай, Индия, Виетнам и Бангладеш. Производството на дрехи ангажира над 320 000 души и дава над 85% от износа на Камбоджа.
През 2006 г. е подписано двустранно Рамково споразумение за търговия и инвестиции между САЩ и Камбоджа, последвано от преговори, започнали през 2007 г. Друг важен отрасъл за икономиката е добивът на каучук, въпреки че износът му спадна с 15% през 2008 г. Туризмът е друг важен отрасъл на камбоджанската икономика-през 2008 и 2009 г. броят на чуждестранните туристи достигна 2 млн., но този ръст отново спадна през 2009 г. вследствие на световната икономическа криза.
Камбоджа изнася предимно дрехи, дървесина, риба, ориз, тютюн. Основните пазари за износ са САЩ, Германия, Канада, Великобритания и Виетнам. През 2009 г. износът е бил на стойност 3,58 млрд.щ.д. Внасят се предимно индустриални стоки и енергийни суровини, петрол, злато. Главни вносители през 2008 и 2009 г. са Тайланд, Виетнам, Китай, Хонконг, Сингапур, Тайван. През 2009 г. вносът се равнява на 5,37 млрд.щ.д.
През следващите десетилетия предизвикателствата пред икономиката на Камбоджа ще са структурирането на икономическата среда по начин, който да позволи на частния сектор да разкрива достатъчно работни места, за да може да се отговори на сериозния демографски дисбаланс – над 50 % от населението е на възраст под 21 години. Народът е необразован и неквалифициран, провинциите са много бедни при липса на каквато и да е инфраструктура. Повече от 35% от 14 млн. население на Камбоджа живее под прага на бедността, а неграмотността е 32 %. През 2005 г. инфлацията е 25 %, а към 31.12.2009 г. външният дълг е 4,16 млрд.щ.д. През 2009 г. БВП е бил 27,92 млрд.щ.д. или по 1900 щ.д. на глава от населението, годишните резерви през същата година са били 2,95 млрд.щ.д. В периода между 1992 и 1996 г. държавите членки на Клуба на донорите са инвестирали 1.4 млрд.щ.д. – на първо място е Япония, следвана от Франция, САЩ, Австралия, Германия, Великобритания, Китай и Канада. През 2005 г. помощите от страна на донорите са достигнали 500 млн.щ.д.
Според доклад на МВФ Камбоджа губи от 300 до 500 млн.щ.д. годишно от вливащите се капитали в страната поради високата корупция. Камбоджа също така е обвинена в незаконна търговия, пране на пари, разпространение на хероин в т.нар. „Златен триъгълник“, корупция по високите нива не само на правителството, а също и на полицията и военните. Един от важните производители на канабис за световния пазар.

## Население
Населението на страната е около 14 млн. души.
Камбоджа има еднороден етнически състав, като повече от 90% от населението са кхмери (кусокорай). Чам, ислямски народ, представляват най-значителното малцинство. Различни племена живеят в планинските и горски местности в страната. Има и виетнамски и китайски малцинства.
В Камбоджа се говори на кхмерски – език (като отчасти и кусокорайски), член на Мон-Кхмер (подсемейство на австроазиатското езиково семейство).
Теравадинският будизъм, потиснат от червените кхмери, но сега възстановен, е главната религия (95%). Християнството (2%) и ислямът (3%) също са представени.

## Други
- Комуникации в Камбоджа
- Транспорт в Камбоджа
- Армия на Камбоджа
- Външна политика на Камбоджа